# Onycha (Alabama)
Onycha es un pueblo ubicado en el condado de Covington en el estado estadounidense de Alabama. En el censo de 2010, su población era de 184 habitantes.

## Demografía
En el 2000 la renta per cápita promedia del hogar era de $ 17.500$, y el ingreso promedio para una familia era de 29.688$. El ingreso per cápita para la localidad era de 12.530$. Los hombres tenían un ingreso per cápita de 29.375$ contra 12.143$ para las mujeres.

## Geografía
Onycha está situado en 31°13′17″N 86°16′40″O / 31.22139, -86.27778 (31.221515, -86.277694)
Según la Oficina del Censo de los EE. UU., la ciudad tiene un área total de 0.84 millas cuadradas (2.18 km²).